# Orthizema obscurum
Orthizema obscurum är en stekelart som beskrevs av Horstmann 1993. Orthizema obscurum ingår i släktet Orthizema och familjen brokparasitsteklar. Inga underarter finns listade i Catalogue of Life.